# Cireșu Mic, Timiș
Cireșu Mic este un sat în comuna Criciova din județul Timiș, Banat, România.